# HD187074
HD187074 — хімічно пекулярна зоря спектрального класу A0, що має видиму зоряну величину в смузі V приблизно  8,2.
Вона  розташована на відстані близько 2265,0 світлових років від Сонця.

## Пекулярний хімічний склад
Зоряна атмосфера HD187074 має підвищений вміст 
Si
.